# بين شابيرو
بِنيامين آرون شَبيرو، أو بِن شَبيرو، (Ben Shapiro؛ من مواليد 15 يناير 1984) هو محامي وكاتب ومحلل سياسي أمريكي محافظ. قام بكتابة عشرة كتب، أولها كان بعنوان «غسل الدماغ»: كيف تُعلِّم الجامعات شباب أمريكا، في عام 2004. حيث بدأ شابيرو بكتابة هذا الكتاب في سن السابعة عشر. كما أصبح بذلك السن أصغر كاتب عمودي في الولايات المتحدة. كان يكتب أعمدة لمؤلفي Creators Syndicate ومجلة نيوزويك، ويشغل منصب رئيس تحرير مجلة The Daily Wire ، التي أسسها ويقدم The Ben Shapiro Show، وهو برنامج إذاعي سياسي يومي على الراديو.كما أصبح محررًا عامًا في شبكة بريتبارت بين عامي 2012 و2016.

## النشأة
ولد شابيرو في لوس أنجلوس، كاليفورنيا، لعائلة يهودية، بعد أن هاجرت من روسيا وليتوانيا. اكتسب شابيرو مواهب في عزف الكمان والبيانو في سن مبكرة، ولا سيما بعد أدائه في «حفلات السندات الإسرائيلية» في عام 1996 حينما كان في الثانية عشر من عمره. كان والدا شابيرو يعملان في هوليوود، حيث عملت والدته كمدير تنفيذي لشركة تلفزيون وأبيه كمؤلف موسيقي. قريبة شابيرو هي الكاتبة الأمريكية التي عملت ممثلة في طفولتها مارا ويلسون.
شابيرو تخطي الصفين (الثالث والتاسع)، وانتقل من مدرسة والتر ريد المتوسطة إلى مدرسة جامعة يشيفا الثانوية في لوس أنجلوس حيث تخرج منها في عام 2000 في السادسة عشر من عمره. تخرج بامتياز مع مرتبة الشرف ضمن جمعية فاي بيتا كابا من جامعة كاليفورنيا في لوس انجلوس بعام 2004، عند اتمامه العشرين من عمره، مع ليسانس الآداب في العلوم السياسية. ثم حصل على شهادة من كلية الحقوق بجامعة هارفارد بامتياز في عام 2007. ثم انخرط في عمله كمحامي في شركة جودوين بروكتر. واعتباراً من شهر مارس عام 2012، أصبح يدير شركته المستقلة باسم شركة بنيامين شابيرو للاستشارات القانونية في لوس أنجلوس.

## مشواره المهني

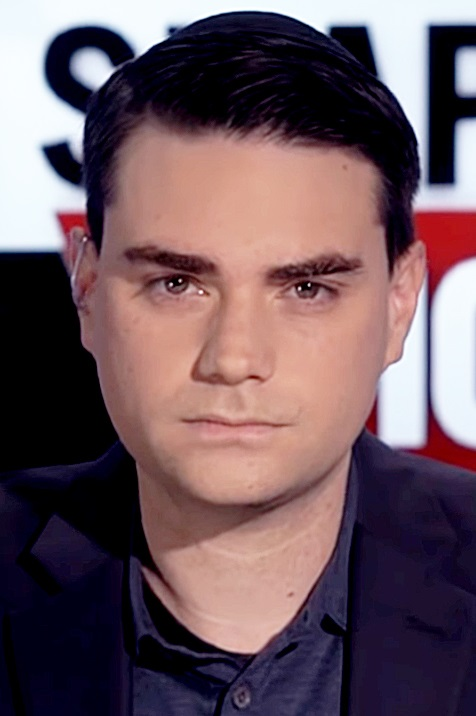
صورة من برنامج بن شابيرو شاو

### كمؤلف
بدأ اهتمام شابيرو بالسياسة في سن مبكرة، حيث بدأ بكتابة أعمدة بسن 17. وفي سن 21 كان قد أتم تأليف كتابين.
في كتابه الذي صدر عام 2004 بعنوان Brainwashed، ناقش شابيرو قضية عدم تعرض طلاب الجامعات لوجهات النظر المختلفة، وأولئك الذين لا يملكون آراءً قوية سيتم السيطرة عليهم بسبب البيئة والتعليمات الليبرالية المسيطرة على الجامعات حتى ولو تم تشجيع النقاشات داخل الفصول الدراسية.
في عام 2011، نشرت دار هاربر كولينز كتاب شابيرو الرابع، بعنوان Primetime Propaganda، The True Hollywood Story of How the Left Took Over Your TV، حيث ناقش فيه شابيرو بأن هوليوود لديها العديد من الأجندة اليسارية التي تروج لها من خلال برامج الترفيه في أوقات الذروة. في الكتاب، يقول منتجو مسلسل Happy Days و M * A * S * H، أنهم اتبعوا أجندة مؤيدة للسلم ومعادية لفيتنام في تلك السلسلة. في نفس العام الذي ظهر فيه الكتاب، أصبح شابيرو زميلًا في مركز ديفيد هورويتز للحرية.
في عام 2013 ، نشرت دار ثريشهولد ايديشن للنشر، كتاب شابيرو الخامس، Bullies: How the Left's Culture of Fear and Intimidation Silences Americans.

### ككاتب عمودي
في عام 2012 ، أصبح شابيرو محررًا عامًا في شبكة بريتبارت، وهو موقع محافظ أنشأه أندرو بريتبارت. في مارس 2016، استقال شابيرو من منصبه كمحرر عام لشبكة بريتبارت بناءً علي وصفه الموقع بعدم دعمه للمراسلة ميشيل فيلدز، ردًا على الاعتداء المزعوم من قبل كوري لياندوفسكي، مديرة الحملة السابقة لدى دونالد ترامب. بعد رحيل شابيرو، شبكة بريتبارت نشرت مقالة تقول «بن شابيرو يخون قراء بريتبارت المخلصين سعيا وراء مساهمة فوكس نيوز»، والتي حذفتها الشبكة في وقت لاحق.
في 7 فبراير 2013 ، نشر شابيرو مقالًا نقلا عن مصادر لم يحددها في مجلس الشيوخ، ذكرت أن جماعة تدعى «أصدقاء حماس» كانت ضمن المساهمين الأجانب في حملة تشاك هاجيل السياسية، السناتور الأمريكي السابق الذي كان بانتظار تأكيد تعيينه وزير الدفاع كمرشح من قبل الرئيس باراك أوباما. ولكن بعد أسابيع ذكر الصحفي ديفيد فاغل لدى مجلة سليت، أنه لا يوجد دليل على وجود هذه المجموعة. شابيرو اخبر ديفيد فاغل أن القصة التي نشرها كانت هي المعلومات الكاملة التي كانت لديه.
في 7 أكتوبر 2013، شارك شابيرو بالتعاون مع مركز ديفيد هورويتز للحرية في تأسيس موقع TruthRevolt. وهو موقع إلكتروني لمراقبة النشاط الإعلامي في الولايات المتحدة. حيث استمر عمل الموقع أقل من خمس سنوات إلى شهر مارس 2018 ثم توقف نشاط الموقع بشكل كامل.

### المدونة الصوتية والراديو
في يوليو 2015 ، شارك شابيرو مع الناشطة في حقوق المتحولين جنسياً زوي تور على برنامج دكتور درو أون كول لمناقشة استلام كيتلين جينر لجائزة آرثر آش للشجاعة. وكان شابيرو يشير إلى زوي تور مستخدماً ضمائر ذكورية؛ لكونها متحولة جنسياً، مراراً وتكراراً. مما أثار غضب تور، وهددت شابيرو بأنها سوف ترسله لمنزله في إسعاف. قام شابيرو لاحقا بتقديم تقرير لدى الشرطة ضد زوي تور.
في 21 سبتمبر 2015، أسس شابيرو The Daily Wire. حيث عمل كرئيس تحرير بجانب تقديمه لبرنامجه السياسي الإذاعي على الإنترنت، The Ben Shapiro Show، الذي كان يبث كل يوم من أيام الأسبوع. اعتبارًا من نوفمبر 2017، تم تنزيل البرنامج الإذاعي 10 ملايين مرة لكل شهر. ابتدأت ويستوود وان بعرض برنامج بن شابيرو على الراديو في عام 2018. في عام 2018، وصف Politico برنامجه الإذاعي بأنه «ذو شعبية كبيرة». وفي عام 2019، سحبت عدة شركات اعلاناتها من برنامجه بعد أن صرح بتصريحات ضد الإجهاض بقوله أنه، لو كان يستطيع، فإنه لن يقتل «هتلر الطفل» لأنه كان طفلًا، رداً على حجة مؤيدي الإجهاض بأن الإجهاض يخفض معدلات الجريمة. ثم رد لاحقاً بقوله أن الإعلام أخرج تصريحه عن سياقه «لغرض السخرية ولفت الانتباه»، وشبه التغطية الإعلامية لتصريحه بالتقرير الغير دقيق لمواجهة نصب لنكولن التذكاري في يناير 2019 والتي وقعت بالقرب من March for Life.
بحلول عام 2016 ، كان أحد المقدمين للبرنامج الإذاعي المحافظ The Morning Answer على إذاعة KRLA. كما أظهرت رسائل البريد الإليكتروني الداخلية أن شابيرو واجه ضغوطاً من المديرين التنفيذيين لدى شركة سالم للميديا، النقابة التي تملك البرنامج، حتى يكون مؤيداً لترامب بشكل أكبر خلال الإنتخابات الرئاسية لعام 2016. وظل شابيرو منتقداً بشدة لترامب خلال الانتخابات بالرغم من ذلك.

### كمقدم تلفزيوني
في سبتمبر 2018، بدأ شابيرو بتقديم The Ben Shapiro Election Special على قناة فوكس نيوز. غطت السلسلة القصيرة الأخبار والقضايا المتعلقة بانتخابات منتصف العام 2018.

### أشرطة الفيديو على الإنترنت
شابيرو ظهر بشكل متعدد على PragerU للتحدث عن هوليوود. وحصلت الحلقات على مشاهدات تتراوح ما بين 4.9 مليون إلى 8.4 مليون اعتبارًا من ديسمبر 2018.

## الآراء

### العقيدة السياسية

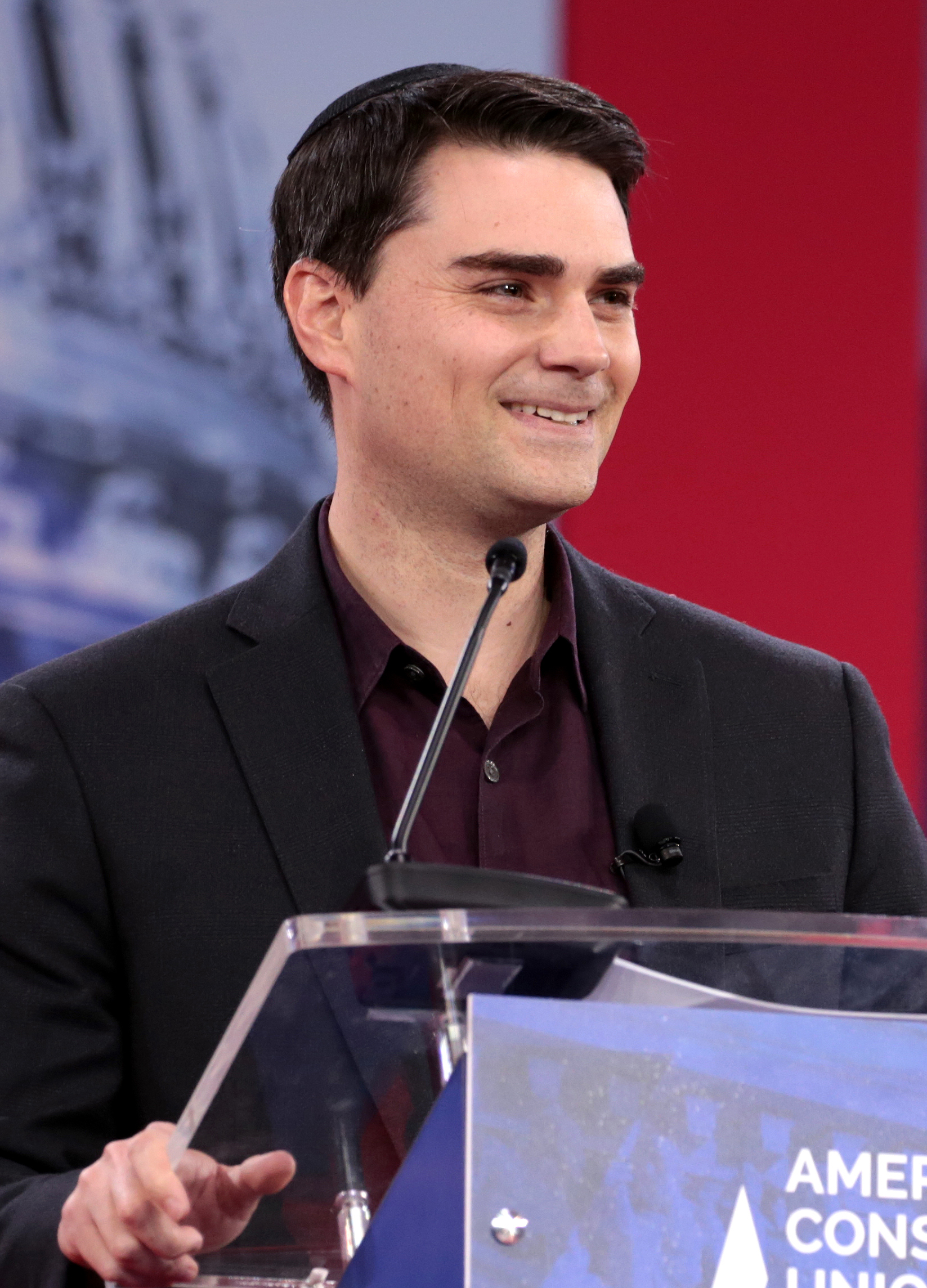
شابيرو عام 2018 في مؤتمر العمل السياسي المحافظ. ناشيونال هاربر، ماريلند

وصفت كلاً من مجلة نيويوركر، هآرتس وفوكس، بأن شابيرو «يميني». كما تم وصف آراء شابيرو من قبل صحيفة نيويورك تايمز بأنها «محافظة بشدة». بالرغم من ذلك، سبق وأن وصف شابيرو نفسه في عام 2016، على برنامج The Rubin Report لديف روبين بأنه ببساطة «متحرر». كما اتهم شابيرو الليبراليين المعاصرين بأنهم خلقوا «تسلسل هرمي للضحية» لتمجيد الضحايا الوهميين في نظره، مما يؤدي إلى تسييس الهوية. [انحياز] التايمز ذكر بأن هذا رأيه الخاص به. وقد ناقش في كتبه أن التيار اليساري الرئيسي قد استخدم نفوذه وسيطرته على الاعلام والسينما والتلفزيون لتمرير الأجندة اليسارية.
في عام 2006، نادى شابيرو إلى إعادة قوانين الفتنة، وأشار إلى الخطابات المنتقدة لإدارة بوش من قبل الديموقراطيين، آل غور وجون كيري وهوارد دين، باعتبارها خيانة وفتنة. كما قد وصف الرئيس باراك أوباما بأنه «فاشي فلسفي».
في سبتمبر 2017، خلال مقابلة على قناة ABC، في برنامج Nightline مع دان هاريس. انتقد شابيرو اليمين المتطرف بشدة، قائلًا «إنها حركة قمامية، متكونة من أفكار قمامية، وليس لها أي علاقة بالمحافظة الدستورية».
دعا شابيرو إلى خفض الضرائب عن الأثرياء. ودعا أيضاً لخصخصة الضمان الاجتماعي، وتجريم الإجهاض، وإلغاء قانون الرعاية الصحية الأمريكي «أوباما كير». اعترف شابيرو بأن قضية تغير المناخ تحدث بالفعل، لكنه تساءل «ما هي نسبة الاحتباس الحراري التي يمكن أن تكون بسبب النشاط البشري»

### المسلمون
في مقطع نشر على موقع يوتيوب عام 2014، بعنوان «أسطورة الأقلية المسلمة المتطرفة الصغيرة»، قال شابيرو: «لدينا أكثر من 800 مليون مسلم متطرف - أكثر من نصف المسلمين على الأرض. هذه ليست أقلية... إن أسطورة الأقلية المسلمة المتطرفة هي كما تبدو، مجرد أسطورة». بعد تحليل المقطع من قبل PolitiFact والقناة الرابعة البريطانية تم رفض ادعائه.
في مقال نشر عام 2002، كتب شابيرو «أشعر حقاً بالمرض من الأشخاص المتذمرون من» الخسائر المدنية «... عندما أرى في الصحف أن مدنيين في أفغانستان أو الضفة الغربية قد قتلوا على أيدي القوات الأمريكية أو الإسرائيلية، فإنني لا أهتم حقاً». وأعلن شابيرو أن «جنديًا أمريكيًا واحد يستحق أكثر من مدني أفغاني»، متهمًا المدنيين الأفغان بأنهم «مسلمون أصوليون» يوفرون الحماية للإرهابيين أو يقدمون لهم المال. اعتذر شابيرو لاحقاً عما كتب. وأوضح أن مقالة 2002 كانت «مجرد مقالة سيئة، وبسيطة، وشيء أتمنى أني لم أكتبه أبدًا». مشيراً إلى أنه لا يزال يوافق جزئيًا على النقطة الرئيسية لمقاله - «أنه يجب علينا حساب المخاطر التي يتعرض لها أعضاء الخدمات الأمريكية عند تصميم قواعد الاشتباك» - لقد عبر هذه النقطة بأسوأ شكل ممكن وبسط النقطة بشكل تجاوز حدود الأخلاقيات لاسيما بتشكيكه في بعض المدنيين.
في عام 2016، روج شابيرو بشكل شخصي لمقال كُتب على الموقع الإلكتروني الذي قام بتحريره، The Daily Wire، والذي وصف التواجد الإسلامي في أوروبا بأنه «مرض»، والرجال المسلمون «غير متحضرين».
انتقد بيتر بينارت وآخرون تعصب شابيرو تجاه المسلمين والفلسطينيين «كرهاب للإسلام».

### الإجهاض
يدعم شابير حظر الإجهاض، بما في ذلك حالات الحمل نتيجة الاغتصاب أو سفاح الأقارب. وقد أشار إلى النساء اللائي أجرين عمليات الإجهاض باسم «قتلة الأطفال».
في عام 2019، تحدث شابيرو في المسيرة السنوية للحياة في العاصمة واشنطن، حيث اعتبر الإجهاض «عمل عنيف».

### امتلاك السلاح
في أعقاب إطلاق النار في لاس فيغاس، في عام 2017، كتب شابيرو بأن «حظر جميع الأسلحة سيكون قرارًا غير حكيم وغير أخلاقي»، لكن «يجب علينا الموازنة بين الحاجة والحق في امتلاك الأسلحة النارية مع مخاوف السياسة العامة، بما في ذلك خطر استخدام المدفع الرشاش في الأماكن العامة». اقترح شابيرو على صانعي السياسة «النظر في سبل تنفيذ قوانين فيدرالية تحظر بيع الأسلحة للمرضى العقليين».

### العرق
قال شابيرو إن الأميركيين من أصل أفريقي كانوا بالفعل ضحايا للظلم تاريخياً في الولايات المتحدة الأمريكية، لكنهم ليسوا ضحايا للظلم المنظم على نطاق واسع اليوم. استبعد شابيرو فكرة أن الولايات المتحدة تأسست على بواسطة العبودية وأكد أن أمريكا «تأسست على الرغم من وجود العبودية». في عام 2017، جادل شابيرو بأن «فكرة أن السود في الولايات المتحدة فقراء بشكل غير متناسب مع المجتمع لأن أمريكا عنصرية؛ هذا ليس صحيحًا أبدًا». وكتب شابيرو عقب إطلاق النار على كنيسة تشارلستون، أن «يجب ألا يتم عرض العلم الكونفدرالي على أراضي الدولة، ولكنه لا بأس من عرضه في نصب الحرب التذكارية».
في مقابلة مع صحيفة نيويورك تايمز في يناير 2019، سأل النائب ستيف كينج، «مصطلحات مثل: قومي أبيض، أبيض متفوق، الحضارة الغربية - كيف أصبحت هذه اللغة مسيئة؟» وقد تم إدانته في وقت لاحق من قبل العديد من أعضاء الكونغرس الجمهوريين، بما في ذلك زعيم الأقلية في مجلس النواب كيفن مكارثي وأعضاء آخرون من القيادة الجمهورية في مجلس النواب. دعا شابيرو إلى اخضاع كينج للرقابة.

#### العرب الفلسطينيين
في عام 2003، نشر شابيرو مقالاً عمودياً يطالب فيه إسرائيل «بنقل الفلسطينيين والعرب الإسرائيليين من يهودا والسامرة (جبال نابلس) وغزة وإسرائيل». بناءً على تجارب سابقة من الحرب العالمية الثانية، أصر شابيرو على أن «طرد السكان المعادين هي وسيلة فعالة شائعة الاستخدام بشكل عام لمنع الاشتباك العنيف» وفي نفس المقال، أكد شابيرو أن «أيديولوجية الشعب الفلسطيني لا يمكن تمييزها عن القيادة الإرهابية». انتقد جيفري جولدبيرج بشدة هذه التعليقات واستشهد بها كمثال لسلوك شابيرو «الفاشي». غير شابيرو في وقت لاحق وجهة نظره بشأن قضية الضفة الغربية، قائلاً إنها «غير إنسانية وغير عملية».
تصف فوكس شابيرو بأنه شخصية مستقطبة، وتُرجع ذلك جزئيًا إلى تصريحاته مثل «الإسرائيليين يرغبون في البناء. والعرب يرغبون بتفجير الفضلات والعيش في مياة الصرف الصحي المكشوفة»(2010).
في عام 2007، جادل شابيرو بأن «الشعب الفلسطيني العربي فاسد حتى النخاع» وأرجع ذلك أن «كل السكان فاسدون بسبب معاداة السامية المتعطشة للدماء ومعاداة أمريكا، ومعاقبة القادة الفلسطينيين غير كافية: الخيارات الجماعية تتطلب معاملة جماعية.»

### انتخابات 2016
دعم شابيرو تيد كروز في الانتخابات الرئاسية لعام 2016 ورفض ترشيح دونالد ترامب بشكل علني. ذكر شابيرو أن انتخاب دونالد ترامب كان بمثابة صوت ضد الليبراليين، وهيلاري كلينتون على وجه الخصوص، أكثر من أنه صوت لصالح علامة ترامب المحافظة.

### حقوق المثليين
عارض شابيرو قرار Obergefell v. Hodges للمحكمة العليا بأن حظر زواج المثليين غير دستوري. ومع ذلك، فهو معارضاً لتورط الحكومة في الزواج، قائلاً: «أعتقد أن الحكومة تنتن في هذا»، معربًا عن قلقه لأنه بسبب الحكم الصادر في Obergefell v. Hodges، في نقطة ما، قد تحاول الحكومة إجبار المؤسسات الدينية على أداء مراسم الزواج من نفس الجنس ضد إرادتها. وفقا لصحيفة Slate، فقد وصف شابيرو النشاط المثلي بأنه خطيئة. وقد قال أن «رجل وامرأة يؤديان عملاً أفضل بكثير في تربية الطفل من رجلين أو امرأتين». كما صرح أنه يشعر بأنه لا يجب أن يتم تدريس زواج المثليين للطلاب في المدارس، قائلاً: «في كاليفورنيا، قد أقروا بالفعل قوانين توجب تدريس زواج المثليين في المدارس العامة، على سبيل المثال... ذهبت إلى المدرسة العامة الابتدائية والثانوية، ولا أعرف لماذا الحكومة تعلمني أي شيء عن هذه الأشياء. هذا يبقى لوالداي ليعلماني إياه. هذا شيء يحمل قِيَم». كما يقول، «أنا ضد زواج المثليين بالمعنى الاجتماعي. باعتباري شخصاً متديناً، أعتقد أن الشذوذ الجنسي خطيئة، وأعتقد أن الكثير من الأشياء التي ينخرط فيها الناس هي خطايا، كما أعتقد أيضاً أنه يجب أن يكونوا أحراراً في الانخراط فيها.» في عام 2014، أبرز مركز قانون الحاجة الجنوبي تصريحات شابيرو حيث قال أن الولايات المتحدة «ليست دولة تمارس التمييز ضد المثليين جنسياً» و «هناك قدراً كبيراً جدًا من التمييز ضد المثليين في هذا البلد».
يعتقد شابيرو أن المتحولين جنسياً وأنصارهم ينكرون ما يعتبره حقائق بيولوجية، كما كتب «لا يمكنك تغيير جنسك بطريقة سحرية، ولا يمكنك تغيير عمرك بطريقة سحرية.»  كما وصف كون الشخص متحول جنسياً، على أنه اضطراب عقلي وربطه بخلل اضطراب الهوية الجنسية.

### فيس بوك
في عام 2018، أكد شابيرو أن فيسبوك كان يستهدف المواقع المحافظة بعد أن قامت فيسبوك بتنفيذ تغيير في الخوارزمية، مما حد من تحركات المحافظين الخاصة بهم، وأن فيسبوك ليست شفافة في سياساتها بما يكفي.

## محاضراته في الحرم الجامعي
يحاضر شابيرو بشكل متكرر في عدد من الجامعات في جميع أنحاء الولايات المتحدة الأمريكية، غالباً ليقدم وجهة نظره المحافظة في قضايا مثيرة للجدل. تحدث في 37 جامعة مابين أوائل 2016 حتى أواخر 2017.

### جامعة ولاية كاليفورنيا، لوس أنجلوس
بعض الطلاب وأعضاء هيئة التدريس بجامعة ولاية كاليفورنيا بلوس أنجلوس اعترضوا على خطاب شابيرو، الذي كان آنذاك محررًا في شبكة بريتبارت، في الجامعة في 25 فبراير 2016، بعنوان «عندما يصبح التنوع مشكلة». وقد تم استضافة الخطاب في الحرم الجامعي لدى المجموعة المحافظة المسماة «شباب أمريكيون من أجل الحرية». ألغى رئيس الجامعة وليام كوفينو الخطاب قبل ثلاثة أيام من موعده، بقصد إعادة جدولة الخطاب بحيث يمكن للحدث أن يعرض وجهات نظر مختلفة حول موضوع تنوع الحرم الجامعي. عدل كوفينو عن قراره في النهاية، حيث سمح للخطاب بالاستمرار كما هو مخطط له.
في المقرر لإلقاء خطابه، شكّل مئات الطلاب والطالبات سلسلة بشرية، مغلقين بذلك الأبواب المؤدية للحدث، وقاموا بالتظاهر في موقعهم. وعندما بدأ شابيرو خطابه سحب أحد المحتجين إنذار الحريق. وبعد انتهاء الخطاب، تم اصطحاب شابيرو من قبل شرطة الحرم الجامعي حتى يتمكن من الخروج. بعد ثلاثة أشهر من حادثة جامعة ولاية كاليفورنيا بلوس أنجلوس، مؤسسة الشباب الأمريكي أعلنت أنه تم رفع دعوى قضائية ضد الجامعة (مع شابيرو كأحد المدعين)، مدعيا أن التعديل الأول والتعديل الرابع عشر لحقوق الطلاب قد انتهكت من قبل مدير الجامعة لمحاولته إلغاء الحدث، وكذلك من قبل الحاجز البشري من الطلاب لمنع الدخول أو الخروج من هذا الحدث.

### جامعة كاليفورنيا، بيركلي
في 14 سبتمبر 2017، دُعي شابيرو من منظمة الطلاب الجامعيين التابعة لجامعة كاليفورنيا في بيركلي، لتقديم خطابه فيها، حيث انتقد تسييس الهوية. وتضمن الحدث وجوداً كبيراً للشرطة التي قد وعدت به مستشارة بيركلي كارول ت. كريست في رسالتها التي ألقتها في أغسطس والتي أيدت فيها حرية التعبير. أنفقت الجامعة ومدينة بيركلي 600 ألف دولار على الشرطة والأمن لهذا الحدث، الذي تخلله تسعة اعتقالات دون وقوع حوادث كبيرة.

## استهدافه من قبلمعادين السامية
بعد مغادرته لشبكة بريتبارت، كان شابيرو هدفاً متكرراً للخطاب المعادي للسامية من قبل اليمين المتطرف. ووفقًا لتحليل أجراه اتحاد مكافحة التشهير عام 2016 ، كان شابيرو من بين الصحافيين الأكثر شيوعًا كهدف للتغريدات المعادية للسامية.

## حياته الشخصية
شابيرو لديه ثلاث أخوات. في عام 2008، تزوج من الإسرائيلية من أصل مغربي مور توليدانو. تعمل زوجته الآن كطبيبة. لديهم ابنة، ولدت عام 2014، وابن ولد عام 2016. يعتنق شابيرو وزوجته اليهودية الأرثوذكسية.

## أعماله
- غسل دماغ: كيف تقوم الجامعات بتعليم شباب أمريكا ((ردمك 0-78526148-6)
- الجيل الإباحي: كيف تفسد الاجتماعية الليبرالية مستقبلنا ((ردمك 0-89526016-6)). ريجنري: 2005.
- رئيس المشروع: الشعر السيئ والبوتوكس في طريقه إلى البيت الأبيض ((ردمك 1-59555100-X)). توماس نيلسون: 2008.
- الدعاية في الفترة الممتدة: قصة هوليود الحقيقية عن كيف سيطر اليسار على تلفزيونك ((ردمك 0-06209210-3)). هاربر كولينز: 2011.
- المتنمرون: كيف تسكت ثقافة الخوف والترهيب اليسارية أمريكا ((ردمك 1-47671001-5)). إصدارات العتبة: 2013.
- الشعب ضد باراك أوباما: القضية الجنائية ضد إدارة أوباما ((ردمك 1-47676513-8)). ثريشهولد للنشر: 2014.
- عالم أخلاقي، تم تمزيقه ((أمازون B01I3X4ISK)). كرييتورز للنشر : 2014.
- ما هو عادل وقصص قصيرة أخرى ((أمازون B016R28SLM)). ريفولوشينيري للنشر : 2015.
- الولاء الحقيقي ((ردمك 1-68261077-2)). مطبعة بوست هيل : 2016.
- الجانب الحقيقي من التاريخ: كيف جعل العقل والهدف الأخلاقي الغرب عظيما ((ردمك 9780062857903)). كتب بروسايد: 2019.

## روابط خارجية
- بين شابيرو على موقع IMDb (الإنجليزية)
- بين شابيرو على موقع ميوزك برينز (الإنجليزية)
- بين شابيرو على موقع ديسكوغز (الإنجليزية)
- بين شابيرو على موقع قاعدة بيانات الفيلم (الإنجليزية)
- ديلي واير
- كاليفورنيا بار الشخصي
- Shapiro مرات الظهور على سي-سبان
  - في مقابلة معمقة مع شابيرو، 1 سبتمبر 2013